# Sheikh Ahmed Yassin
Sheikh Ahmed Ismail Hassan Yassin (tiếng Ả Rập: الشيخ أحمد إسماعيل حسن ياسين, alŞɑỉƈ Åhmɑd Ḁsmaoil Hɑsɑn İasin; sinh năm 1937-mất ngày 22 tháng 3 năm 2004) là nhà sáng lập và lãnh đạo tinh thần của tổ chức Hamas, một tổ chức bán quân sự Hồi giáo ở Palestine. Sheikh Ahmed Yassin là một lãnh tụ tinh thần của Hamas và có ảnh hưởng lớn đến tổ chức và nhân dân Palestin cũng như những tín đồ Hồi giáo. Sheikh Ahmed Yassin vốn một người liệt tứ chi và gần như mù, đã sử dụng xe lăn vì một tai nạn thể thao ở tuổi 12. Tổ chức Hamas dưới thời ông làm lãnh đạo đạt được nhiều sự ủng hộ trong xã hội Palestine đặc biệt là họ đã có nhiều đóng góp thành lập các bệnh viện, hệ thống giáo dục, thư viện và các dịch vụ khác nhưng tổ chức này cũng đã nhận trách nhiệm đối với một số cuộc tấn công tự sát nhắm vào thường dân Israel từ đó bị các nước Liên minh châu Âu, Israel, Nhật Bản, Canada, và Hoa Kỳ coi như là một tổ chức khủng bố. Sau nhiều lần bố ráp và bắt bớ không có kết quả, Israel rắp tâm ám sát ông và đã ám sát thành công trong một cuộc tập kích vào năm 2004. Ông bị ám sát khi một trực thăng quân sự của Israel đã bắn một tên lửa vào và giết chết của ông khi ông đang cầu nguyện vào buổi sáng sớm và trong một vụ tấn công này cũng cướp đi sinh mạng của cả hai vệ sĩ của ông và chín người chứng kiến. Phi vụ này của Israel đã bị chỉ trích, và nhiều nhà quan sát cho rằng hành động tiêu cực sẽ tác động đến tiến trình hòa bình. Nhiều người thương tiếng vì cái chết của ông và khi cử hành tang lễ đã có 200.000 người Palestine tham dự đám tang của ông.  